# قضية غليكو موريناغا
قضية غليكو موريناغا (باليابانية: グリコ・森永事件 غوريكو موريناغا جيكين) هي قضية تتعلق بجريمة ابتزاز في اليابان بحق اثنين من أكبر مصنعي الحلويات في اليابان إزاكي غليكو وموريناغا. جرت أحداث هذه القضية في منطقة كانساي في الأعوام 1984 و1985 وما زالت القضية عالقة إلى اليوم دون حل.
استمرت الأحداث مدة 17 شهر بدءاً من اختطاف رئيس شركة غليكو إلى آخر اتصال من قبل المشتبه الرئيسي في القضية المعروف باسم «الوحش ذو الـ 21 وجه».
تعتبر هذه الحادثة من أهم الحوادث في تاريخ الجريمة الحديث في اليابان والتي لم ينجح الشرطة في العثور على الفاعل.

## لمحة عن الأحداث
بدءاً من اختطاف رئيس شركة غليكو وطلب فدية لتحريره، تتالت أحداث إشعال حرائق وتهديدات لشركات صناعة حلويات مثل موريناغا وفوجيا وهاوس شوكوهين. كان المجرم يقوم بتحديد قيمة للفدية ومكان لتسليمها إلا أنه لا يظهر في المكان المحدد.

## نهاية القضية
لم تستطع الشرطة اليابانية حل هذه القضية إلى يومنا هذا.